# Dorcadion komarowi
Dorcadion komarowi là một loài bọ cánh cứng trong họ Cerambycidae.